# K2-138b
K2-138b es un exoplaneta supertierra potencialmente rocoso que orbita cada dos días alrededor de la estrella K1V. El planeta, junto con los otros cuatro en el sistema, fue encontrado por científicos del proyecto Exoplanet Explorers en Zooniverse. Fue el último planeta encontrado en el sistema y fue anunciado oficialmente el 8 de enero de 2018.
K2-138b es el planeta más pequeño de K2-138 con un radio de 1,57 R⊕, lo que significa que podría ser rocoso. Orbita su estrella host cada 2,35 días a una distancia de 0,0338 AU. En esta proximidad, el planeta probablemente está muy caliente y recibe 486 veces el flujo estelar como la Tierra.
El sistema K2-138 es único por ser el primer sistema de exoplanetas descubierto enteramente por científicos voluntarios.